# Franciszek Ksawery Martynowski (1848–1896)
Franciszek Ksawery Martynowski (ur. 8 grudnia 1848 w Babczewie, parafia Kobiele Wielkie zm. 13 października 1896 w 
Częstochowie) – dziennikarz, historyk i krytyk sztuki, teoretyk restauracji zabytków, starożytnik.

## Życie prywatne
Ukończył Gimnazjum Męskie w Piotrkowie Trybunalskim i studiował na Wydziale Filozoficznym Uniwersytetu Jagiellońskiego. Po studiach osiadł we Lwowie. Jego żoną była bratanica historyka Tadeusza Korzona, z którą miał dwie córki. Zmarł wskutek pęknięcia aorty.

## Dziennikarz
Pierwsze artykuły od 1871 publikował w „Zagrodzie” i „Włościaninie” wydawanych w Krakowie, również przez pewien czas kierował tymi pismami. Od 1879 zawiązuje we Lwowie Stowarzyszenie „Spójnia” i zostaje kierownikiem jej organu prasowego o tej samej nazwie. Od 1881 został redaktorem „Przeglądu Bibliograficzne-Archeologicznego” pismo przetrwało 2 lata. Inne pisma z którymi współpracował: „Strzecha”, „Gazeta Lwowska”, „Przewodnik Naukowy i Literacki”, „Kurjer Warszawski”, „Kłosy”, „Tydzień”, „Inżynierja i Budownictwo”, „Dziennik dla Wszystkich”, „Ateneum”, „Przegląd Tygodniowy”. Publikował pod pseudonimami „Mazur” i „Kropidło”.

## Historyk sztuki
Postulował stworzenie podręcznika historii sztuki w Polsce. Ze sztuk pięknych najwyższą wagę przykładał do rzemiosła artystycznego. Analizował i opisywał dawne organizacje cechowe, widząc w tych opisach środek do poprawy rzemiosła mu współczesnemu. W ocenie sztuki z terenów polskich dużą wagę w ocenie przykładał do cech narodowych. W malarstwie cenił twórczość z okresu włoskiego Trecenta i malarstwo Rafaela, dużo czasu poświęcił krakowskim rękopisom iluminowanym. W architekturze był propagatorem stylu wiślano-bałtyckiego jako odmiany słowiańsko-polskiej gotyku, który widział jako wzór do naśladowania we współczesnych budowlach (zwłaszcza sakralnych). Źle oceniał współczesną sobie architekturę jako poddaną obcym naleciałościom i przeładowaną ozdobami. Jako inspirację do powstania stylu narodowego wskazywał ludową architekturę drewnianą.
W 1894 przeniósł się do Częstochowy. Tam pracował nad uporządkowania skarbca oo. paulinów na Jasnej Górze.

## Teoretyk restauracji zabytków
Postulował utworzenie w Królestwie Polskim instytucji konserwatorskiej, której praca powinna się zacząć od inwentaryzacji zabytków, w którą należałoby włączyć lokalne władze administracyjne, kościelne i zarządy budowlane.
Uważał, że zbiory starożytności nie powinny być zbierane w jednym muzeum, a należy tworzyć lokalne w wielu miastach. Opowiadał się za konserwacją „zachowawczą” pozostawiającą naleciałości z późniejszych okresów, będącą w opozycji do konserwacji „purystycznej”.

## Starożytnik
Prowadził prace archeologiczne w okolicach Sieniawy 1874, w Trościńcu 1875, w Sosnowcu 1880. Prowadził pismo dla archeologów i historyków sztuki „Przeglądu Bibliograficzne-Archeologicznego”.

## Prace wydane w formie książki
- Z domu i świątyni. Szkice i obrazy z przeszłości Polski (Lwów 1880)[3]
- Na przełomie sztuki Polskiej (Warszawa 1882)[4]
- Starożytna Polska pod względem historycznym, jeograficznym i statystycznym opisana przez Michała Balińskiego i Tymoteusza Lipińskiego. Wydanie drugie. Poprawione i uzupełnione przez F. K. Martynowskiego (Warszawa 1886 i 1886)